# Kazuki Nakajima
Kazuki Nakajima (中嶋 一貴?, Nakajima Kazuki; Okazaki, 11 gennaio 1985) è un dirigente sportivo ed ex pilota automobilistico giapponese. È figlio dell'ex pilota Satoru Nakajima. Anche suo fratello, Daisuke, è un pilota automobilistico.

## La carriera

### Gli esordi
Nakajima ha iniziato la sua carriera motoristica nel 1996, col karting. Tre anni dopo ha vinto la Suzuka Formula ICA. Subito dopo Nakajima fu scelto dalla Toyota per far parte del Young Drivers Program.
Curiosamente suo padre fu supportato nella carriera da un concorrente diretto della Toyota, la Honda. Nakajima considera questo la prova di come la sua carriera non sia stata supportata dal nome paterno.
Nel 2002 Nakajima partecipa alla Formula Toyota, di cui diviene campione l'anno seguente. Passa così alla F3 giapponese nel 2004, in cui vince due gare e giunge quinto nella classifica generale.
Nakajima resta nella categoria anche nel 2005, diventandone vicecampione. Nella stessa annata partecipa anche al campionato GT300 giapponese per vetture sport, in cui termina ottavo.

### L'arrivo in Europa
Nakajima passa così alla F3 Euro Series nel 2006 in cui si trova a competere con Sebastian Vettel e Paul di Resta. Dopo un buon avvio con un secondo posto iniziale e una vittoria nella quarta gara, Nakajima termina settimo con 36 punti, dietro ai suoi compagni di scuderia alla Manor Motorsport, Kohei Hirate (terzo) ed Esteban Guerrieri (quarto). Il campionato viene vinto da di Resta.
Nel novembre del 2006, Nakajima è indicato dalla Williams quale collaudatore per la stagione 2007 in Formula 1, assieme a Narain Karthikeyan, mentre i piloti titolari sono indicati in Nico Rosberg e Alexander Wurz, con l'opportunità di divenire titolare già nel 2008. Il suo esordio su una vettura di Formula 1 avviene sul Fuji Speedway pochi giorni dopo, in cui completa alcuni giri in condizioni di bagnato.

### La GP2
Nakajima corre in GP2 Series nel 2007 per la DAMS assieme a Nicolas Lapierre, che nell'interstagione 2006-2007 aveva vinto l'A1 Grand Prix. Nakajima rimane test driver in Williams completando oltre 7 000 km.
In stagione il nipponico non vince ma con cinque podi consecutivi è il miglior esordiente, terminando quinto. Nakajima è considerato responsabile di una collisione in una gara a Istanbul, con Karun Chandhok, ed è penalizzato con un drive-through.

### La Formula 1

#### Williams (2007-2009)

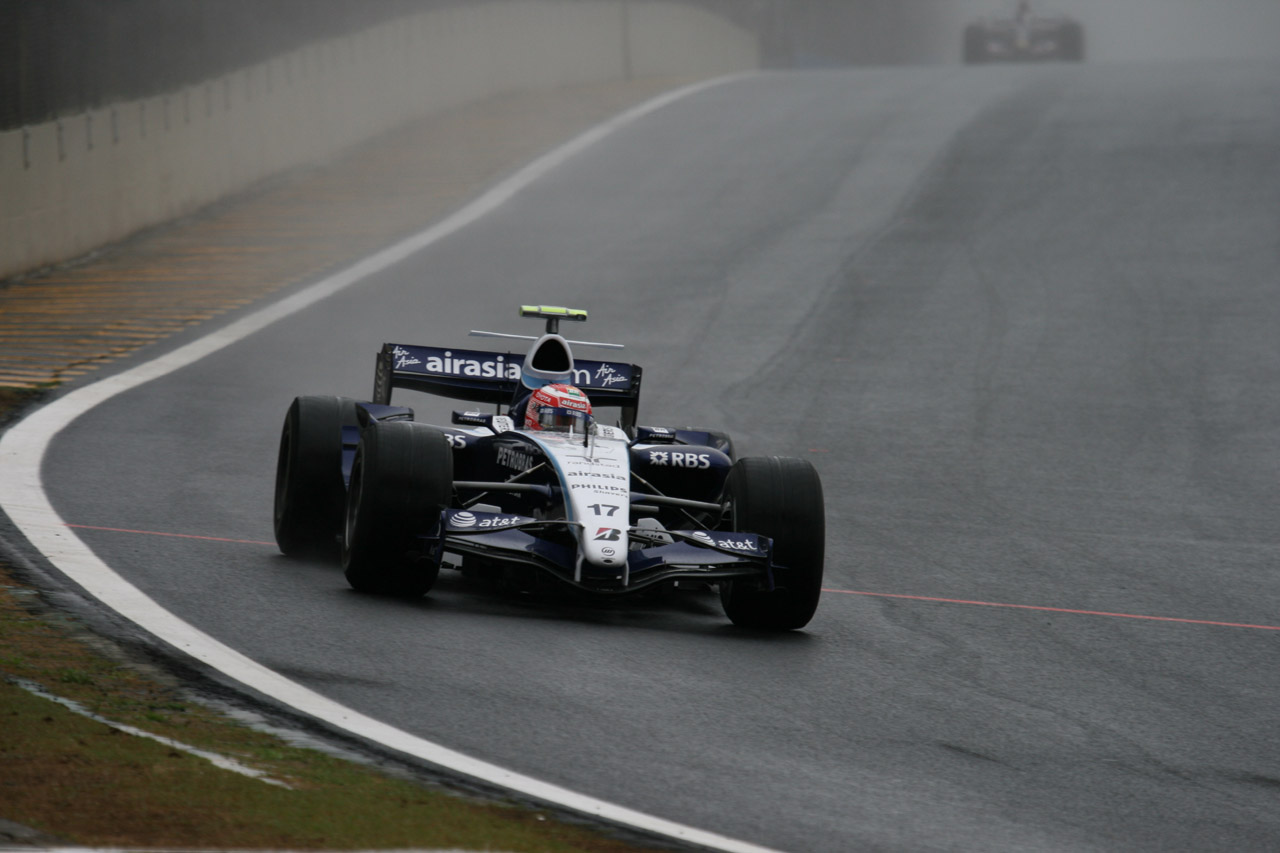
Nakajima nelle prime prove libere del Gran Premio del Brasile 2007. Anche suo padre esordì in Brasile nell'edizione del 1987

Dopo aver svolto in cinque occasioni i test del venerdì, Nakajima esordisce in Formula 1 nell'ultimo gran premio della stagione, a San Paolo del Brasile, sostituendo Alexander Wurz ritiratosi dal mondiale; proprio nella gara dell'esordio, conclude al 10º posto e travolge due meccanici durante il pit-stop, fortunatamente senza gravi conseguenze. Il 7 novembre viene confermato quale pilota titolare, assieme a Nico Rosberg, alla Williams per la stagione 2008.
Protagonista di un incidente senza conseguenze durante i test invernali, Nakajima inizia la stagione molto positivamente con un sesto posto in Australia. Durante la stagione, soprattutto nella parte iniziale, coglie spesso punti (7º in Spagna e a Monaco). Va a punti anche in Gran Bretagna e a Singapore (due ottavi).

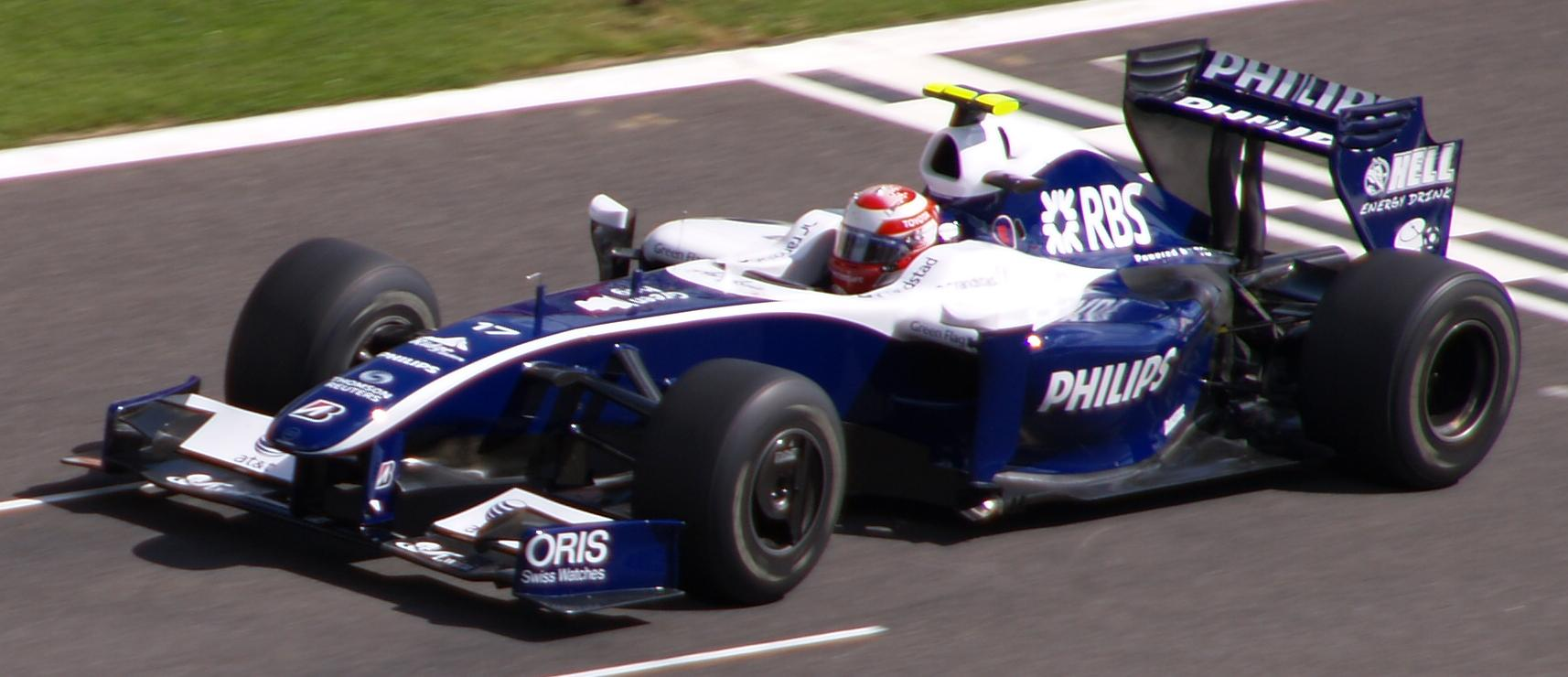
Nakajima guida la Williams nel Gran Premio del Belgio 2009

Viene così confermato anche per il campionato 2009. Nella prima gara in Australia, sbatte a muro e si ritira, mentre in Bahrein, è nuovamente costretto al ritiro, questa volta per un guasto tecnico. Anche a Montecarlo un incidente lo elimina dalla gara. Nel Gran Premio di Silverstone, conquista il suo miglior piazzamento in qualifica (quinto), davanti anche a Jenson Button. Una cattiva strategia lo porta fuori dalla zona dei punti. Nakajima sfiora la zona punti nel Gran Premio d'Ungheria, a soli 0,7 secondi da Jarno Trulli. Il giapponese termina poi nono a Singapore. Al Gran Premio del Brasile Nakajima è nuovamente vicino alla zona punti ma viene eliminato da una collisione con Kamui Kobayashi. Nakajima termina così la stagione con zero punti, l'unico pilota impegnato lungo l'intera stagione a non aver marcato punti iridati. 
Per la stagione 2010, la Williams mette sotto contratto Rubens Barrichello e Nico Hülkenberg liberando così Nakajima. 

#### Stefan GP (2010)
Finito inizialmente senza un sedile per la stagione 2010, dopo una breve trattativa firmò un contratto con la neonata Stefan Grand Prix, scuderia serba, che dopo aver siglato una partnership con la Toyota, stava tentando l'ingresso nel Circus per l'imminente stagione 2010. Nell'interstagione dopo essere stato presentato alla stampa, il 19 febbraio presenziò alla presentazione della macchina ed effettuò anche uno shakedown dimostrativo all'interno della fabbrica di Colonia. Nelle settimane successive la scuderia mise sul web e sui suoi canali alcune informazioni e fotografie che riprendevano Nakajima seduto nella scocca della nuova Stefan S-01, (che altro non era che la Toyota TF110) e sempre lo stesso pilota nipponico al lavoro con tecnici e meccanici nella sede Toyota di Colonia. A marzo in seguito al fallimento dell'operazione, dato da comunicato ufficiale della FIA in cui diceva che per il Campionato 2010 dopo la rinuncia del Team US F1 non è stata selezionata nessuna scuderia di rimpiazzo, chiuse definitivamente le porte per la partecipazione del team Stefan Grand Prix al campionato, le parti hanno rescisso consensualmente il contratto, facendo rimanere il pilota nipponico senza un volante.

### La Formula Nippon/Super Formula
Conclusa l'esperienza in Formula 1, nel 2011 Nakajima affronta la Formula Nippon, massima categoria motoristica del Giappone con il team TOM's. Giunge secondo nella classifica generale, dietro al compagno di scuderia André Lotterer, vincendo una gara, ottenendo 7 podi in 7 gare e due giri veloci. Si aggiudica anche la classifica riservata agli esordienti. Ha continuato nella serie per la stagione 2012 vincendo due gare sul Circuito di Suzuka e vince il campionato con 46 punti. 
Nel 2013 la Formula Nippon diventa Super Formula, Nakajima tra il 2013 e il 2015 vince altre cinque gare e nel 2014 vince per la seconda volta il titolo. Nakajima continua nella categoria fino al 2021, vince un'altra gara a Suzuka nel 2017.

### Endurance

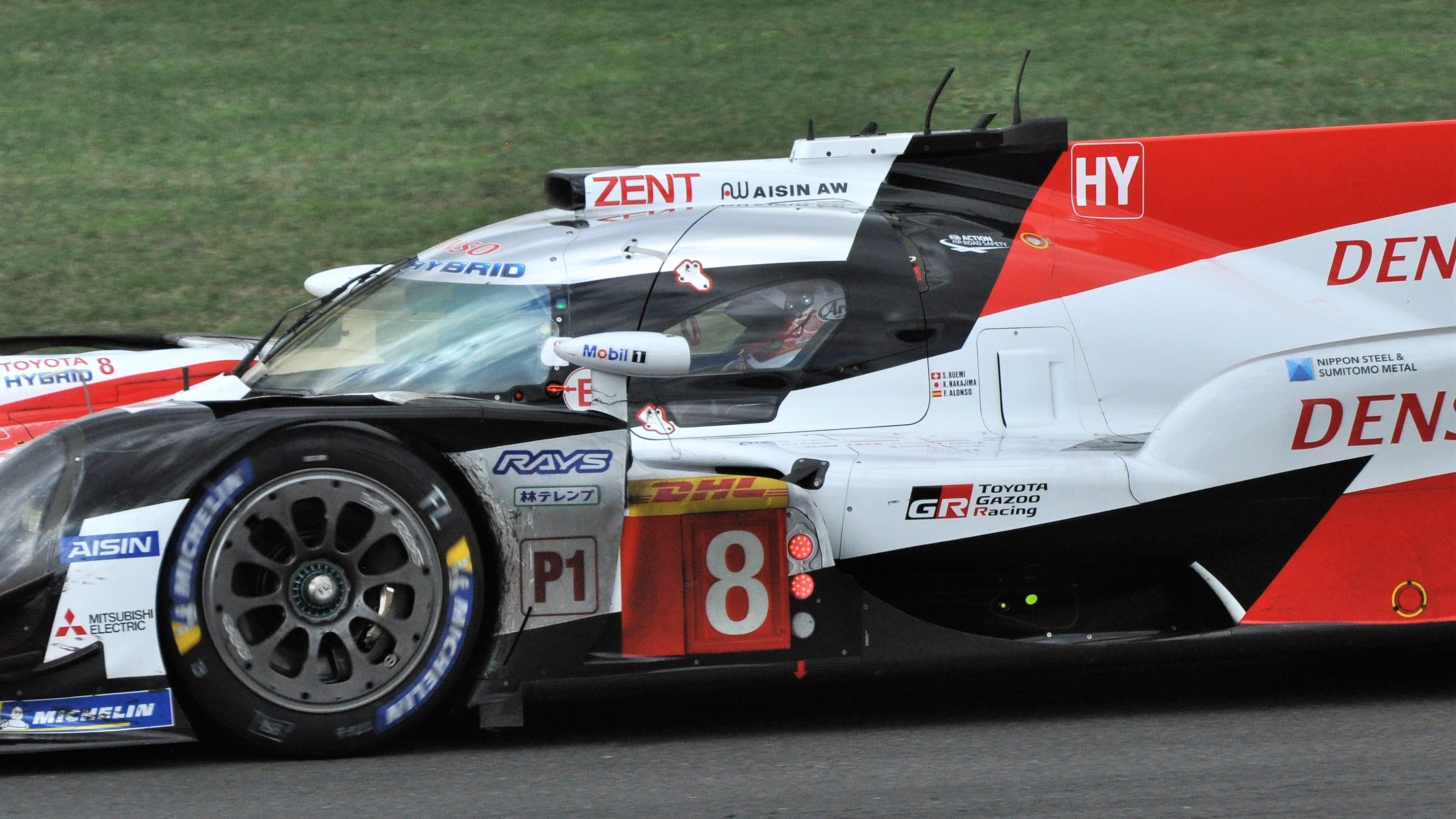
Nakajima nella Toyota TS050 Hybrid.

Nel 2012 esordisce alla 24 Ore di Le Mans, gara valida per il nuovo mondiale endurance, con la Toyota TS030 insieme ad Alexander Wurz e a Nicolas Lapierre. Al 134º giro sono costretti al ritiro. Alla successiva 6 Ore di Silverstone arrivano secondi, a San Paolo Nakajima non partecipa e i suoi compagni, Wurz e Lapierre, vincono la corsa. Dopo due gare, al Fuji, Nakajima parte in pole e ottiene la sua prima vittoria con Wurz e Lapierre. All'ultimo appuntamento di Shanghai Nakajima non partecipa nuovamente, e Wurz e Lapierre ottengono la terza vittoria stagionale. A fine anno è solo tredicesimo con 44 punti.
Nel 2013 continua a correre con la Toyota nel WEC, ma non a tutte le gare. A Spa, seconda gara di campionato, si ritira. A Le Mans lui i suoi compagni (sempre Wurz e Lapierre) sono quarti. Dopo la maratona francese partecipano solo a due gare; al Fuji la gara viene interrotta dopo una trentina di minuti per via di un tifone che si abbatté sulla pista. Quando la gara viene sospesa Kazuki e suoi compagni sono primi, e vincono la corsa. Partecipano anche in Bahrein, dove si ritirano nuovamente. A fine anno è dodicesimo con 37,5 punti.
Nel 2014 cambiano i regolamenti e la Toyota schiera la nuova e più performante TS040 Hybrid. I compagni di equipaggi sono Wurz e Sarrazin. Alla prima gara a Silverstone sono subito a podio, dietro i loro compagni di squadra (Buemi, Davidson e Lapierre). Sono a podio anche a Spa (terzi). A Le Mans Nakajima ottiene la pole position, e in gara lui e suoi compagni cominciano a dominare la corsa. Durante la notte sono però costretti al ritiro, vedendo sfumare le speranze di vittoria. Ad Austin non partecipa per correre in F. Nippon, e viene sostituito dal britannico Mike Conway. Ritorna al Fuji ed è di nuovo secondo.
Il 17 giugno 2018 vince la 24 Ore di Le Mans alla guida della Toyota TS050 Hybrid numero 8, insieme ai compagni di squadra Fernando Alonso e Sébastien Buemi, regalando al costruttore giapponese la prima storica vittoria nella competizione. Si ripete il 16 giugno 2019, vincendo l’87ª edizione della classica francese.
Il 2021 è il suo ultimo anno come pilota. Rimane nella Toyota Gazoo Racing in qualità di vice-direttore.

## Risultati

### Gran Premio di Macao
| Anno | N° | Vettura      | Squadra          | Pos. Qualifiche | Pos. Qualifiche gara | Giri | Pos. |
| ---- | -- | ------------ | ---------------- | --------------- | -------------------- | ---- | ---- |
| 2004 | 24 | Dallara F304 | TOM'S            | 9º              | Rit                  | 0    | 13º  |
| 2005 | 4  | Dallara F305 | TOM'S            | 8º              | 7º                   | 10   | 5º   |
| 2006 | 2  | Dallara F305 | Manor Motorsport | 8º              | 8º                   | 10   | Rit  |

### Formula 3 Euro Series
(legenda) (Le gare in grassetto indicano la pole position) (Le gare in corsivo indicano il giro veloce)
| Stagione | Team             | Telaio           | Motore   | 1   | 2   | 3   | 4   | 5   | 6   | 7   | 8   | 9   | 10  | 11  | 12  | 13  | 14  | 15  | 16  | 17  | 18  | 19  | 20  | Punti | Pos. |
| -------- | ---------------- | ---------------- | -------- | --- | --- | --- | --- | --- | --- | --- | --- | --- | --- | --- | --- | --- | --- | --- | --- | --- | --- | --- | --- | ----- | ---- |
| 2006     | Manor Motorsport | Dallara F305/062 | Mercedes | HOC | HOC | LAU | LAU | OSC | OSC | BRH | BRH | NOR | NOR | NÜR | NÜR | ZAN | ZAN | CAT | CAT | LMS | LMS | HOC | HOC | 36    | 7º   |
| 2006     | Manor Motorsport | Dallara F305/062 | Mercedes | 2   | 6   | 8   | 1   | 6   | 5   | 14  | 13  | Rit | 5   | 9   | 18  | 22  | 3   | 4   | 3   | 11  | 7   | Rit | NP  | 36    | 7º   |

### GP2 Series
(legenda) (Le gare in grassetto indicano la pole position) (Le gare in corsivo indicano il giro veloce)
| Stagione | Team | 1   | 2   | 3   | 4   | 5   | 6   | 7   | 8   | 9   | 10  | 11  | 12  | 13  | 14  | 15  | 16  | 17  | 18  | 19  | 20  | 21  | Punti | Pos. |
| -------- | ---- | --- | --- | --- | --- | --- | --- | --- | --- | --- | --- | --- | --- | --- | --- | --- | --- | --- | --- | --- | --- | --- | ----- | ---- |
| 2007     | DAMS | BHR | BHR | CAT | CAT | MON | MAG | MAG | SIL | SIL | NÜR | NÜR | HUN | HUN | IST | IST | MNZ | MNZ | SPA | SPA | VAL | VAL | 44    | 5º   |
| 2007     | DAMS | 17  | 6   | 15  | 7   | 10  | 17  | 6   | 3   | 3   | 3   | 3   | 2   | Rit | 6   | Rit | SQ  | 18  | Rit | 9   | 3   | 7   | 44    | 5º   |

### Formula 1
| 2007 | Scuderia | Vettura |    |    |  |  |  |    |    |  |  |  |  |  |  |  |  |    |    |  |  | Punti | Pos. |
| ---- | -------- | ------- | -- | -- |  |  |  | -- | -- |  |  |  |  |  |  |  |  | -- | -- |  |  | ----- | ---- |
| 2007 | Williams | FW29    | SP | SP |  |  |  | SP | SP |  |  |  |  |  |  |  |  | SP | 10 |  |  | 0     | 22º  |

| 2008 | Scuderia | Vettura |   |    |    |   |     |   |     |    |   |    |    |    |    |    |   |    |    |    |  | Punti | Pos. |
| ---- | -------- | ------- | - | -- | -- | - | --- | - | --- | -- | - | -- | -- | -- | -- | -- | - | -- | -- | -- |  | ----- | ---- |
| 2008 | Williams | FW30    | 6 | 17 | 14 | 7 | Rit | 7 | Rit | 15 | 8 | 14 | 13 | 15 | 14 | 12 | 8 | 15 | 12 | 17 |  | 9     | 15º  |

| 2009 | Scuderia | Vettura |     |    |     |     |    |     |    |    |    |   |     |    |    |   |    |     |    |  |  | Punti | Pos. |
| ---- | -------- | ------- | --- | -- | --- | --- | -- | --- | -- | -- | -- | - | --- | -- | -- | - | -- | --- | -- |  |  | ----- | ---- |
| 2009 | Williams | FW31    | Rit | 12 | Rit | Rit | 13 | 15† | 12 | 11 | 12 | 9 | 18† | 13 | 10 | 9 | 15 | Rit | 13 |  |  | 0     | 20º  |

| Legenda | 1º posto     | 2º posto | 3º posto    | A punti         | Senza punti/Non class.  | Grassetto – Pole position Corsivo – Giro più veloce |
| Legenda | Squalificato | Ritirato | Non partito | Non qualificato | Solo prove/Terzo pilota | Grassetto – Pole position Corsivo – Giro più veloce |

† Non ha terminato, ma è stato classificato in quanto aveva completato più del 90% della distanza di gara.

### Super GT
(legenda) (Le gare in grassetto indicano la pole position) (Le gare in corsivo indicano Gpv)
| Anno | Team                      | Vettura     | Classe | 1      | 2     | 3      | 4      | 5       | 6      | 7       | 8      | Punti | Pos. |
| ---- | ------------------------- | ----------- | ------ | ------ | ----- | ------ | ------ | ------- | ------ | ------- | ------ | ----- | ---- |
| 2005 | apr                       | Toyota MR-S | GT300  | OKA 4  | FUJ 5 | SEP 5  | SUG 1  | MOT Rit | FUJ 7  | AUT Rit | SUZ 7  | 52    | 8º   |
| 2011 | Lexus Team Petronas TOM'S | Lexus SC430 | GT500  | OKA 4  | FUJ 4 | SEP 6  | SUG 9  | SUZ 6   | FUJ 15 | AUT 4   | MOT 8  | 39    | 8º   |
| 2012 | Lexus Team Petronas TOM'S | Lexus SC430 | GT500  | OKA 5  | FUJ 4 | SEP 13 | SUG 2  | SUZ Rit | FUJ 4  | AUT 15  | MOT 8  | 40    | 7º   |
| 2013 | Lexus Team Petronas TOM'S | Lexus SC430 | GT500  | OKA 12 | FUJ 1 | SEP 11 | SUG 10 | SUZ 3   | FUJ 12 | AUT 1   | MOT 5  | 60    | 3º   |
| 2014 | Lexus Team Petronas TOM'S | Lexus RC F  | GT500  | OKA 13 | FUJ   | AUT    | SUG 4  | FUJ 5   | SUZ 1  | BUR 1   | MOT 10 | 60    | 5º   |
| 2017 | Lexus Team au Tom's       | Lexus LC500 | GT500  | OKA 5  | FUJ   | AUT 1  | SUG 7  | FUJ 4   | SUZ 9  | BUR 5   | MOT 14 | 47    | 6º   |
| 2018 | Lexus Team au Tom's       | Lexus LC500 | GT500  | OKA 13 | FUJ   | SUZ 5  | CHA 10 | FUJ 1   | SUG 12 | AUT 2   | MOT 13 | 47    | 6º   |
| 2019 | Lexus Team au Tom's       | Lexus LC500 | GT500  | OKA 9‡ | FUJ   | SUZ 1  | CHA 9  | FUJ Rit | AUT 10 | SUG 10  | MOT 3  | 38    | 7º   |

‡ Metà punti assegnati come meno del 75% della distanza di gara è stata completata.

### Formula Nippon/Super Formula
(legenda) (Le gare in grassetto indicano la pole position) (Le gare in corsivo indicano Gpv)
| Anno | Team                | 1       | 2      | 3      | 4     | 5       | 6       | 7      | 8     | 9      | Punti | Pos. |
| ---- | ------------------- | ------- | ------ | ------ | ----- | ------- | ------- | ------ | ----- | ------ | ----- | ---- |
| 2011 | Petronas Team TOM'S | SUZ 3   | AUT 1  | FUJ 3  | MOT 3 | SUZ C   | SUG 3   | MOT 2  | MOT 2 |        | 42    | 2º   |
| 2012 | Petronas Team TOM'S | SUZ 1   | MOT 3  | AUT 5  | FUJ 2 | MOT 4   | SUG 5   | SUZ 12 | SUZ 1 |        | 46    | 1º   |
| 2013 | Petronas Team TOM'S | SUZ 5   | AUT 12 | FUJ 8  | MOT 1 | SUG Rit | SUZ Rit | SUZ 1  |       |        | 24    | 4º   |
| 2014 | Petronas Team TOM'S | SUZ 5   | FUJ 2  | FUJ 3  | FUJ 1 | MOT 7   | AUT 6   | SUG 2  | SUZ 2 | SUZ 1  | 46    | 1º   |
| 2015 | Petronas Team TOM'S | SUZ 2   | OKA    | FUJ 2  | MOT 2 | AUT 1   | SUG 4   | SUZ 4  | SUZ 2 |        | 45.5  | 2º   |
| 2016 | VANTELIN Team TOM'S | SUZ 12  | OKA 17 | FUJ 2  | MOT 7 | OKA 19  | OKA 2   | SUG 4  | SUZ 5 | SUZ 16 | 22    | 6º   |
| 2017 | Vantelin Team TOM's | SUZ 1   | OKA 9  | OKA 18 | FUJ 7 | MOT 11  | AUT 6   | SUG 3  | SUZ C | SUZ C  | 22    | 5º   |
| 2018 | Vantelin Team TOM's | SUZ 8   | AUT C  | SUG 3  | FUJ 5 | MOT     | OKA 17  | SUZ 5  |       |        | 15    | 6º   |
| 2019 | Vantelin Team TOM'S | SUZ Rit | AUT 13 | SUG 12 | FUJ 5 | MOT 16  | OKA 2   | SUZ 14 |       |        | 12    | 12º  |
| 2020 | Vantelin Team TOM'S | MOT 4   | OKA    | SUG 15 | AUT   | SUZ 2   | SUZ 16  | FUJ 9  |       |        | 25    | 11º  |
| 2021 | Vantelin Team TOM'S | FUJ 11  | SUZ    | AUT    | SUG   | MOT     | MOT 7   | SUZ    |       |        | 4     | 16º  |

### Campionato del mondo endurance
Nel 2012 la Coppa del Mondo Endurance FIA è stata assegnata solo ai Costruttori; nel 2013 è stata istituita anche quella per i piloti.
| Anno    | Squadra             | Classe   | Vettura             | SEB | SPA | LMS | SIL | SÃO | BHR | FUJ | SHA |     | Punti | Pos. |
| ------- | ------------------- | -------- | ------------------- | --- | --- | --- | --- | --- | --- | --- | --- | --- | ----- | ---- |
| 2012    | Toyota Racing       | LMP1     | Toyota TS030 Hybrid |     |     | Rit | 2   |     |     | 1   |     |     | 44    | 13º  |
| Anno    | Squadra             | Classe   | Vettura             | SIL | SPA | LMS | SÃO | COA | FUJ | SHA | BHR |     | Punti | Pos. |
| 2013    | Toyota Racing       | LMP1     | Toyota TS030 Hybrid |     | Rit | 4   |     |     | 1   |     | Rit |     | 37,5  | 12º  |
| Anno    | Squadra             | Classe   | Vettura             | SIL | SPA | LMS | COA | FUJ | SHA | BHR | SÃO |     | Punti | Pos. |
| 2014    | Toyota Racing       | LMP1-H   | Toyota TS040 Hybrid | 2   | 3   | Rit |     | 2   | 2   |     |     |     | 71    | 8º   |
| Anno    | Squadra             | Classe   | Vettura             | SIL | SPA | LMS | NÜR | COA | FUJ | SHA | BHR |     | Punti | Pos. |
| 2015    | Toyota Racing       | LMP1     | Toyota TS040 Hybrid | 3   | WD  | 8   | 5   | 4   | 5   | 6   | 4   |     | 75    | 7º   |
| Anno    | Squadra             | Classe   | Vettura             | SIL | SPA | LMS | NÜR | MEX | COA | FUJ | SHA | BHR | Punti | Pos. |
| 2016    | Toyota Gazoo Racing | LMP1     | Toyota TS050 Hybrid | 16  | 27  | NC  | 5   | Rit | 5   | 4   | 3   | 4   | 60    | 8º   |
| Anno    | Squadra             | Classe   | Vettura             | SIL | SPA | LMS | NÜR | MEX | COA | FUJ | SHA | BHR | Punti | Pos. |
| 2017    | Toyota Gazoo Racing | LMP1     | Toyota TS050 Hybrid | 1   | 1   | 6   | 4   | 3   | 3   | 1   | 1   | 1   | 183   | 2º   |
| Anno    | Squadra             | Classe   | Vettura             | SPA | LMS | SIL | FUJ | SHA | SEB | SPA | LMS |     | Punti | Pos. |
| 2018-19 | Toyota Gazoo Racing | LMP1     | Toyota TS050 Hybrid | 1   | 1   | SQ  | 2   | 2   | 1   | 1   | 1   |     | 198   | 1º   |
| Anno    | Squadra             | Classe   | Vettura             | SIL | FUJ | SHA | BHR | COA | SPA | LMS | BHR |     | Punti | Pos. |
| 2019-20 | Toyota Gazoo Racing | LMP1     | Toyota TS050 Hybrid | 2   | 1   | 2   | 2   | 2   | 2   | 1   | 2   |     | 202   | 2º   |
| Anno    | Squadra             | Classe   | Vettura             | SPA | ALG | MNZ | LMS | BHR | BHR |     |     |     | Punti | Pos. |
| 2021    | Toyota Gazoo Racing | Hypercar | Toyota GR010 Hybrid | 1   | 1   | 4   | 2   | 2   | 1   |     |     |     | 168   | 2º   |
| Legenda |                     |          |                     |     |     |     |     |     |     |     |     |     |       |      |

#### 24 Ore di Le Mans
| Anno | Classe   | N° | Gomme | Vettura                                                    | Squadra             | Co-piloti                        | Giri | Pos. Assol. | Pos. di Classe |
| ---- | -------- | -- | ----- | ---------------------------------------------------------- | ------------------- | -------------------------------- | ---- | ----------- | -------------- |
| 2012 | LMP1     | 7  | M     | Toyota TS030 Hybrid Toyota 3.4L V8 (Hybrid)                | Toyota Racing       | Alexander Wurz Nicolas Lapierre  | 134  | Rit         | Rit            |
| 2013 | LMP1     | 7  | M     | Toyota TS030 Hybrid Toyota 3.4L V8 (Hybrid)                | Toyota Racing       | Alexander Wurz Nicolas Lapierre  | 341  | 4º          | 4º             |
| 2014 | LMP1-H   | 7  | M     | Toyota TS040 Hybrid Toyota 3.7L V8                         | Toyota Racing       | Alexander Wurz Stéphane Sarrazin | 219  | Rit         | Rit            |
| 2015 | LMP1     | 1  | M     | Toyota TS040 Hybrid Toyota 3.7L V8                         | Toyota Racing       | Anthony Davidson Sébastien Buemi | 386  | 8º          | 8º             |
| 2016 | LMP1     | 5  | M     | Toyota TS050 Hybrid Toyota 2.4L Turbo V6                   | Toyota Gazoo Racing | Anthony Davidson Sébastien Buemi | 384  | NC          | NC             |
| 2017 | LMP1     | 8  | M     | Toyota TS050 Hybrid Toyota 2.4L Turbo V6                   | Toyota Gazoo Racing | Sébastien Buemi Anthony Davidson | 358  | 9º          | 2º             |
| 2018 | LMP1     | 8  | M     | Toyota TS050 Hybrid Toyota 2.4L Turbo V6                   | Toyota Gazoo Racing | Sébastien Buemi Fernando Alonso  | 388  | 1º          | 1º             |
| 2019 | LMP1     | 8  | M     | Toyota TS050 Hybrid Toyota 2.4L Turbo V6                   | Toyota Gazoo Racing | Sébastien Buemi Fernando Alonso  | 385  | 1º          | 1º             |
| 2020 | LMP1     | 8  | M     | Toyota TS050 Hybrid Toyota 2.4L Turbo V6                   | Toyota Gazoo Racing | Sébastien Buemi Brendon Hartley  | 387  | 1º          | 1º             |
| 2021 | Hypercar | 8  | M     | Toyota GR010 Hybrid Toyota 3.5L Turbo V6 Twin-Turbo Hybrid | Toyota Gazoo Racing | Sébastien Buemi Brendon Hartley  | 369  | 2º          | 2º             |